# Daniel Druet

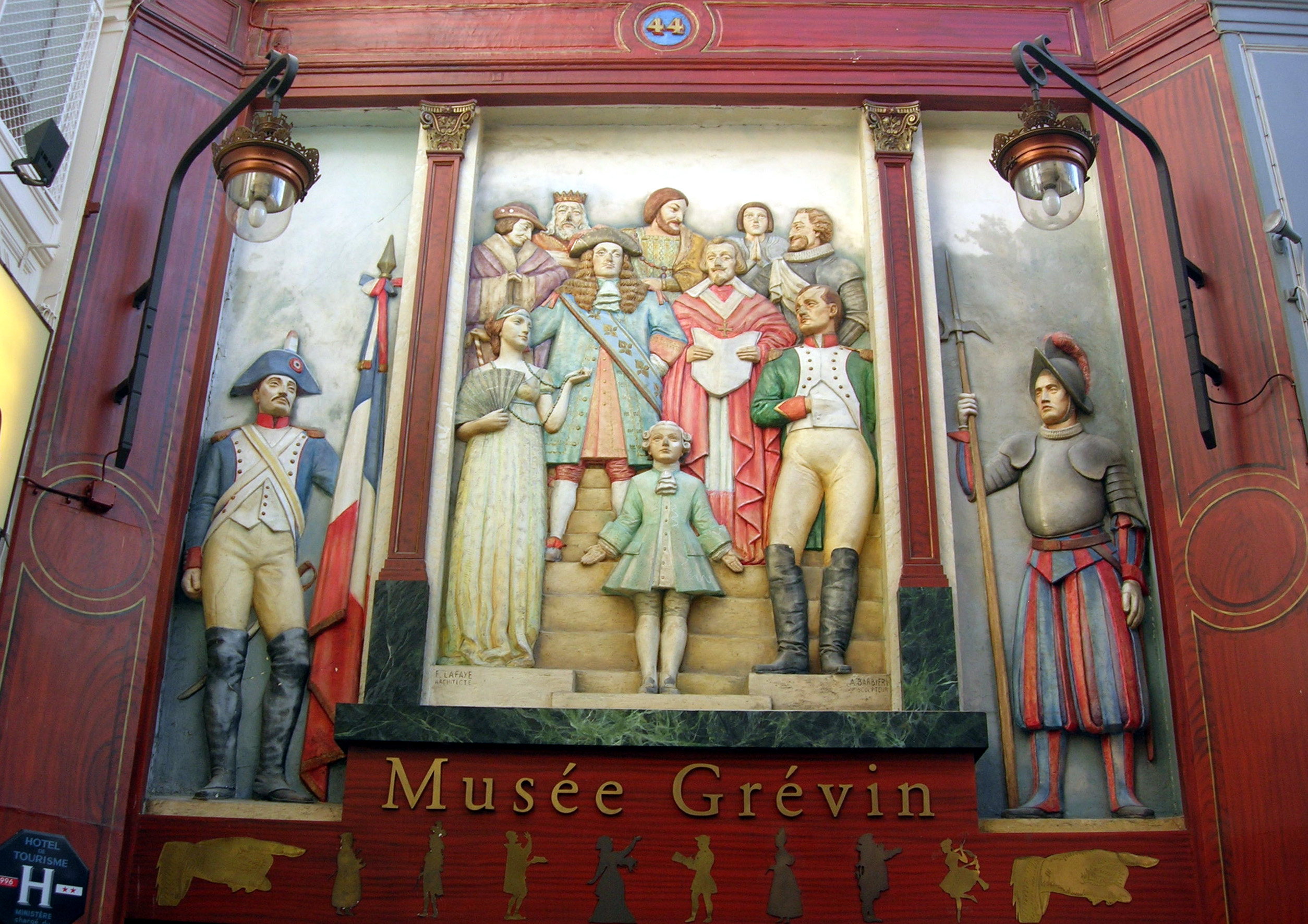
Fachada del Museo Grevin, de París, del que Daniel Druet fue escultor exclusivo

Daniel Druet (París,  6 de octubre de 1941) es un escultor francés que recientemente ha dado cuerpo a la mayor obra de Leonardo da Vinci, realizando el busto monumental de la Mona Lisa. Una copia de este busto en biscuit de porcelana se entregó a Henri Loyrette, actual presidente del museo del Louvre: "Ahora vamos a poder admirar el perfil de la Mona Lisa!"
Ya había producido, entre otras obras, una efigie de cera del Papa Juan Pablo II para la obra titulada La Nona Ora  de Maurizio Cattelan y el busto de François Mitterrand.

## Biografía

### Aprendizaje y formación
Primero alumno de Antoniucci Volti desde 1956, y posteriormente de la Escuela de Artes Aplicadas (actualmente ENSAAMA), para seguidamente, en 1961, ingresar en la École Nationale Supérieure des Beaux-Arts bajo la tutela de Louis Leygue.

### Distinciones
- En 1966, fue galardonado con el primer Premio de Arte Monumental.
- Ganó el Gran Premio de Roma en 1968, justo antes de la retirada de la ayuda por André Malraux.
- Al año siguiente fue el ganador de la Casa de Velázquez en Madrid, una institución de la que fue nombrado miembro del consejo artístico en 1977.

### La consagración
En 1959, cuando tenía sólo 18 años y aún asistía a los cursos del ENSBA, Daniel Druet recibió su primer encargo del Estado: un monumento para una escuela cerca de Thionville.
Entre 1973 y 1983, se convirtió en escultor exclusivo del Museo Grévin en París, y llevará a cabo cerca de 200 personajes de cera.
A partir de 1985, creó varios museos de cera en Francia y en el extranjero.
Desde la década de 1970, Daniel Druet ha producido cientos de bustos (yeso, bronce, cera ...) de personalidades de todo el mundo, la mayoría de las veces han ido a posar a su taller.
Paralelamente, desde 1965, ha diseñado y realizado para el Estado o para colectivos sociales, quince monumentos de piedra y bronce. 
Exposiciones en el Salón de Arte Contemporáneo
- Société des artistes français
- Salon Comparaison
- Arts en Yvelines (château de Versailles)
- Angers
- Aix la Chapelle
- Galería Jean Siméon Chardin de París "Images de la vie"
- Museo Rodin Biennale internationale de sculptures "Formes humaines"
- Madrid
- Museo de Bellas Artes de Rouen "Les anciens pensionnaires normands de la Casa Velasquez"
- Centro cultural de Boulogne-Billancourt "Bronze 87, les fondeurs et leurs sculpteurs", exposición colectiva en la que también estaba Nicola Rosini Di Santi.

Exposiciones personales
entre paréntesis acceso a imagen del lugar
- Estrasburgo - Cámara de Comercio (imagen[1])
- Courbevoie - Ayuntamiento (imagen)
- Mantes-la-Jolie - Ayuntamiento (imagen)
- París - Espace Cardin[2]
- Brest - central del Crédit Mutuel
- Bruselas - Biblioteca Solvay (imagen)
- Senlis
- Saint-Ouen-l'Aumône
- Beauvais - teatro (imagen)
- Chelles
- Villa de Eu
- Dammarie-lès-Lys - château des Bouillants : centro cultural municipal
- Colombes -teatro de Avant-Seine
- Chartres - Consejo General de Eure-et-Loir (del francés: conseil général)
- Nueva York - Art expo

## Obras

### Personajes de cera

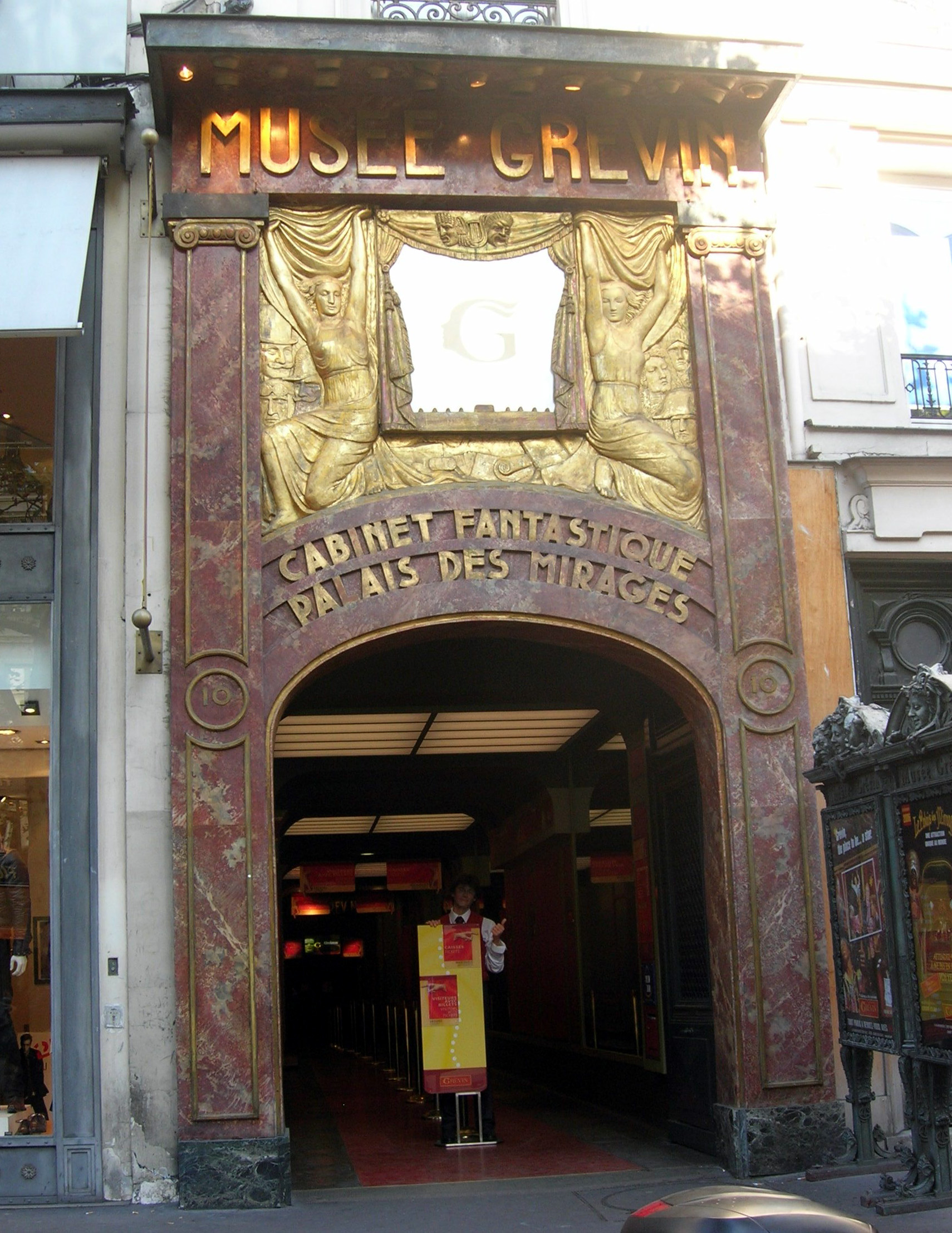
Puerta del pasaje del Museo Grévin en París.

Entre los personajes creados por el Museo Grévin podemos citar:
Margaret Thatcher, Ronald Reagan, Charles de Gaulle, Juan Carlos I, Deng Xiaoping, Lionel Jospin, el Rey Fahd bin Abdelaziz Al-Saoud de Arabia, Helmut Kohl, Carlos VIII, el Rey Khaled de Arabia, Juan Pablo II, el Cardenal Roger Etchegaray, Jane Fonda, Charlton Heston, Isabelle Adjani, Jean-Paul Belmondo, Charles Bronson, Lino Ventura, Picasso, Juan Miró, Marcel Duchamp, Paul Éluard, Andropov, Marguerite Yourcenar, Jules Michelet…
Recreaciones históricas para museos de cera
en Francia

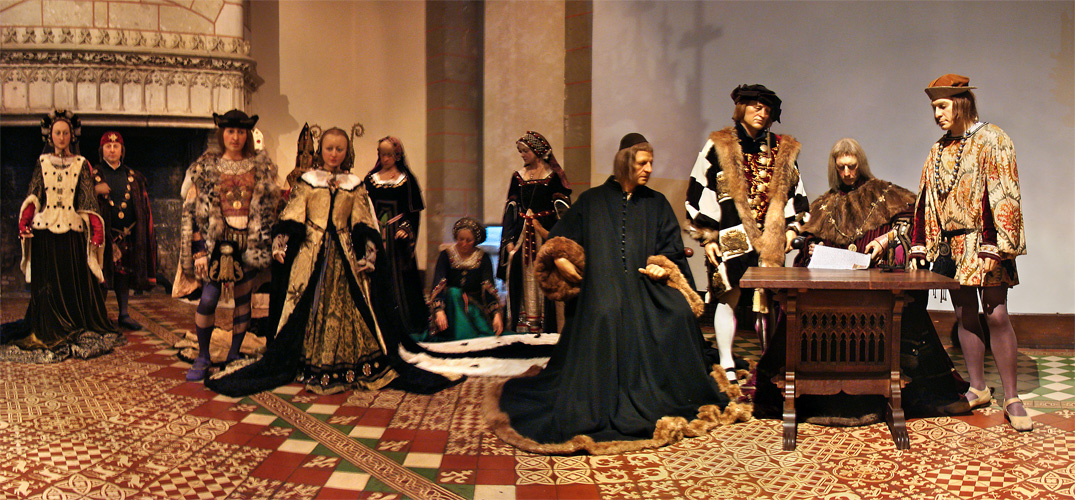
Recreación de la boda en el Castillo de Langeais

- Castillo de Langeais "Recreación del matrimonio de Carlos VIII y Ana de Bretaña"
- Palacio de Vaux-le-Vicomte "la llegada del Rey Sol" (85 personajes)
- Abbaye Notre-Dame de Daoulas "Recreación de la coronación de Ana de Bretaña"
- Mâcon

en el extranjero
- Cadaqués (España)
- Beirut (Líbano)

### Bustos de celebridades
Las personalidades del mundo entero que , en su mayor parte, posan en el taller de Daniel Druet, son eterogéneos.
- Actores:
Robert Hossein, Pierre Richard, Gérard Depardieu, Charlton Heston, Bernard Blier, Jean-Claude Brialy, Jean Le Poulain, Georges Descrières, Valérie Kaprisky, Lino Ventura, André Dussolier, Annie Fratellini, Françoise Dorin, Jacques Seiler…

- Cantantes:
Serge Gainsbourg, Barbara Hendricks, Julio Iglesias, Pierre Perret…

- Periodistas, presentadores, cronistas y artistas:
Raymond Devos, Jacques Martin, Stéphane Collaro, Jacques Chancel, Jean-Pierre Elkabbach, Bernard Pivot, Pierre Bellemare, Coluche, Michel Drucker, Philippe Bouvard, Jean Dutourd…

- Bailarines:
Patrick Dupond, Ghislaine Thesmar, Michaël Denard.

- Atletas:
Yannick Noah, François Jauffret, Éric Tabarly, Bernard Hinault…

- Políticos:
Simone Veil, Anwar el-Sadat, Michel Rocard, Pierre Mauroy, François Mitterrand, Jack Lang…

- Y también:
La Mona Lisa, la Marianne en virtud del Tratado con Évelyne Thomas, Paul Bocuse, el cardenal Roger Etchegaray…

### Maurizio Cattelan
Desde 1999, Daniel Druet ha hecho muchas obras de Maurizio Cattelan, entre otras:
- La hora nona  (efigie del papa Juan Pablo II), 1999
- La Rivoluzione siamo noi, autorretrato de Maurizio Cattelan, 2000[3]
- Untitled, autorretrato de Maurizio Cattelan, 2001
- Him (retrato efigie de Hitler) , 2001[4]
- Franck et Jamie (dos policías estadounidenses puestos boca abajo), 2002[5]

- Maintenant o Now ( "ahora" , efigie de John Fitzgerald Kennedy en su ataúd), 2004[6]
- Trophy Wife Stéphanie Seymour retratada como mascarón de proa de un barco, 2003.[7]